# Koç Holding
Koç Holding A.Ş. es un conglomerado empresarial de Turquía y la una empresa del país que forma parte de la lista de Fortune Global 500, desde 2016. La empresa, con sede en el barrio de Nakkaştepe de Estambul, está controlada por la familia Koç, una de las familias más ricas de Turquía.
La compañía se formó en 1963 cuando el fundador Vehbi Koç, que había constituido su primera empresa en 1926, combinó todas las compañías que llevaban su nombre en Koç Holding.
Las acciones de 16 empresas del grupo Koç cotizan en la Bolsa de Estambul; en conjunto, los grupos comprenden un total de 113 empresas, con 90000 empleados y 14000 comerciales, agencias y personal de servicios de posventa.